# Thiele (optikerkæde)
 For alternative betydninger, se Thiele. (Se også artikler, som begynder med Thiele)
Thiele (formelt F.A. Thiele A/S) er en dansk optikerkæde, der består af 85 butikker.
Firmaet blev grundlagt 21. marts 1817 efter at Frederik VI gav grundlæggeren Frederik Anton Thiele tilladelse til at "forfærdige og udsælge samtlige til Astronomien, Matematikken, Chymien, Physikken, Optikken. Mineralogien og Mekanikken henhørende Instrumenter og Redskaber."
Den første butik lå i Valkendorfsgade i det centrale København, flyttede senere til hjørnet af Løvstræde og Købmagergade for i 1892 at overtage ejendommen Købmagergade 3, hvor hovedforretningen stadig har adresse. Den første filial åbner i 1929 i Bispensgade i Aalborg, men ekspansionen tager først rigtig fart i 1960'erne og 1970'erne. I 1930'erne får Thiele sloganet Øjet får hvile i brillen fra Thiele, der stadig den dag i dag er kædens slogan. Siden 1931 har Thiele været kongelig hofleverandør.
I september 2002 slog Thiele dørene op til Danmarks første brillemuseum. Museet er placeret i butikken i Købmagergade.
Thieles sidste ejer, Jens F.A. Thiele, der var femte generation i virksomheden, solgte i 2005 kæden til rigmanden Jens Henrik Brandt, der købte 95% af aktierne. De resterende 5% blev købt af den konkurrerende optikerkæde Profil Optik, der senere har solgt dem til Jens Henrik Brandt, som i dag ejer hele Thiele.